# Tomáš Majtán
Tomáš Majtán, né le 30 mars 1987 à Bratislava, est un footballeur slovaque.
Depuis 2018, il évolue au poste d'attaquant dans le club autrichien de Bruck/Leitha.

## Biographie
En octobre 2010, Tomáš Majtán marque un triplé face au Zlaté Moravce en championnat de Slovaquie. À l'issue de la saison 2010-2011, il termine 3e meilleur buteur du championnat avec onze réalisations.
Lors de la 6e journée de la ligue des champions 2010-2011 contre le FK Spartak Moscou, il ouvre le score à la 48e minute de jeu. Žilina perdra finalement le match 2-1 et termina dernier du Groupe F. 

## Palmarès
- MŠK Žilina
  - Championnat de Slovaquie
    - Vainqueur : 2010

  - Supercoupe de Slovaquie
    - Vainqueur : 2010